# Куэста, Хорхе
Хорхе Куэста (исп.  Jorge Mateo Cuesta Porte-Petit; 23 сентября 1903, Кородова — 13 августа 1942, Тлальпан, Федеральный округ) — мексиканский поэт, эссеист, литературный критик, переводчик.

## Биография
По образованию — химик, но по специальности работал недолго, хотя и возвращался к ней время от времени. В 1924 году опубликовал первую новеллу в журнале Антенна, вошёл в круги столичного художественного авангарда. В 1927 году познакомился с Гуадалупе Марин, которая была тогда женой Диего Риверы, впоследствии женился на ней, у них родился сын (супруги расстались в 1932 году). В 1928 году опубликовал Антологию современной мексиканской поэзии, на два месяца уехал в Европу, познакомился с Андре Бретоном. В 1930 году вошёл в группу Современники, получил прозвище Алхимик, стал в ней ведущим критиком. В 1932 году основал журнал Examen (вышло 3 номера). Публиковался в периодике, резко критиковал нараставший в стране национализм.
Испытывал приступы паранойи, пытался оскопить себя. В 1941 году совершил в психлечебнице попытку покончить с собой, повесившись на скрученных простынях. Следующая попытка (как-то он написал: «Единственного самоубийства мне недостаточно…») закончилась гибелью.
Некролог поэта опубликовал Хавьер Вильяуррутия.

## Творчество и наследие
Читатель и почитатель Эдгара По, Бодлера, Ницше, Поля Валери («Господин Тэст»), Андре Жида. Переводил Джона Донна, Малларме, Элюара и др. Как поэт известен прежде всего философской поэмой Canto a un Dios Mineral (опубл. 1942 в периодике незадолго до самоубийства автора), позднее многократно переизданной и комментированной с разных позиций; в мексиканской поэзии она продолжает линию Первого сновидения сестры Хуаны, стоит рядом со Смертью без конца Хосе Горостисы и открывает дорогу Blanco Октавио Паса и Incurable Давида Уэрты. Наследие Хорхе Куэсты по-настоящему собрано и опубликовано лишь после смерти. В 1964 Национальный автономный университет Мексики выпустил собрание его стихов и прозы в 4-х томах, в 2003—2007 опубликовано новое, трехтомное собрание сочинений и переводов.
Литература о Куэсте — и авторские работы, и коллективные сборники — год за годом все активнее растет, умножаются его переводы на английский, французский и другие языки.